# Hyperdrama
「Hyperdrama」は、フランスの電子音楽デュオ・Justiceの4枚目のスタジオアルバム。2024年4月26日にEd Banger RecordsとBecause Musicからリリースされた。
前作「Woman」より7年ぶりの新作である。テーム・インパラとの「One Night/All Night」と、同時リリースされた「Generator」がシングルリリースされた。
Justiceは、Coachellaでのパフォーマンス終了後の2024年4月から12月までアルバムをサポートするために北米とヨーロッパをツアーする。